# 鬼婆 (映画)
『鬼婆』（おにばば）は、1964年の日本のホラー映画。スティーヴン・ジェイ・シュナイダーの『死ぬまでに観たい映画1001本』に掲載されている。

## 概要
新藤兼人が監督したこの映画は仏教説話が元になっており、14世紀の日本の田舎の村が舞台になっている。乙羽信子と吉村実子が主演しており、彼女たちの演じる役は通りかかった侍を殺し、身に着けているものをすべて剥いで、死体を深い穴へ捨てる女とその義理の娘である。
千葉県栄町の印旛沼の葦ヶ原にプレハブ小屋が建てられ、スタッフ全員がそこへ3か月間合宿して撮影が行われた。
乙羽は、全裸での演技も体当たりでこなしたが、陰毛までフィルムに映ってしまった。新藤は「猥褻ではない」とカットを拒んだものの、結局カットされてしまったという。
題字は岡本太郎による。

## あらすじ
南北朝時代、戦乱により男手を失い餓えた2人の女（姑と嫁）は、殺した落武者から武具を奪って売りさばくことで糊口をしのいでいた。嫁は、戦場から戻った若い男と逢引を重ねるようになり、嫁を失うことを怖れた姑は仏の罰が当たると嫁を脅すが、効き目がない。姑は嫁を止めるため、落武者から剥ぎ取った般若面をかけ、夜道で脅すようになる。ある嵐の夜、般若面をつけた姑に異変が起こる。

## 出演
- 中年女：乙羽信子
- 若い女：吉村実子
- 八：佐藤慶
- 牛：殿山泰司
- 鬼面の武将：宇野重吉
- 落武者：松本染升
- 落武者：加地健太郎
- 老婆：田中筆子

## 舞台設定
南北朝時代の前夜にあった湊川の戦いについて語られるシーンがある。

## 参考資料
- Thompson, Nathaniel (2006). DVD Delirium: The International Guide to Weird and Wonderful Films on DVD; Volume 3. Godalming, England: FAB Press. pp. 407–408. ISBN 1-903254-40-X